# Sapindus chrysotrichus
Sapindus chrysotrichus är en kinesträdsväxtart som beskrevs av François Gagnepain. Sapindus chrysotrichus ingår i släktet Sapindus och familjen kinesträdsväxter. Inga underarter finns listade i Catalogue of Life.